# 루치냐노
루치냐노(이탈리아어: Lucignano)는 이탈리아 토스카나주 아레초도에 있는 코무네이다. 피렌체에서 남동쪽 70km, 아레초에서 남서쪽 25km 거리에 있다.

## 역사
루치냐노의 지명은 고대 로마 시대의 집정관 루시니오의 이름에서 유래했을 것이다. "발디키아나의 진주"라고도 알려진 루치냐노는 잘 보존된 언덕 위의 중세 시대 성 마을이다. 이곳의 높이 (400m)와 시에나와 아레초 사이의 길에 있는 전략적 위치는 1200년과 1500년 사이 앞서 언급한 도시들과 피렌체, 페루자를 포함한 도시들의 끊임없는 전쟁 주제였다. 세 개의 문이 달린 이곳의 성벽은 1371년 시에나가 지은 것이다. 마침내 피렌체의 지배하에 들어가게 되어, 베르나르도 푸치니가 지은 요새 건설이 시작되었다.